# Hou (astronomie chinoise)
Pour les articles homonymes, voir Hou (homonymie).
Hou est un astérisme de l'astronomie chinoise. Il est décrit dans le traité astronomique du Shi Shi qui recense les astérismes construits à partir des étoiles les plus brillantes du ciel. Hou se compose d'une seule étoile, située dans la constellation occidentale d'Ophiuchus. 

## Composition
Les coordonnées de l'étoile référente de tout astérisme sont données dans divers traités astronomiques chinois, permettant leur localisation, au moins approximative. Dans le cas de Hou, son unique étoile correspond sans doute à l'étoile α Ophiuchi (Ras Alhague). 

## Symbolique
Hou est situé dans un vaste ensemble appelé Tianshi, correspondant à un marché céleste, comprenant à la fois les éléments d'une cour royale, et des éléments liés au commerce. Il est plus précisément situé à proximité de l'étoile centrale de cette structure, Dizuo, qui représente le trône de l'empereur. Étymologiquement, Hou signifie « superviseur », ce qui correspond à un assistant haut placé de l'empereur. Des traités spécifient plus en détail qu'il pourrait s'agir d'un astrologue, « responsable de l'équilibre entre le yīn et le yáng, assurant l'équilibre du  pays ».

## Astérismes associés
De nombreux astérismes situés dans le marché céleste Tianshi sont en rapport avec la cour de l'empereur Dizuo. Outre Hou, on y trouve Zong, un ancêtre important de la famille impériale, Zongzheng, un officiel, et Zongren, ses assistants, ainsi que Huanzhe, des administrateurs eunuques. D'autres astérismes de Tianshi sont, eux, plus explicitement en rapport avec le commerce.

## Référence
- (en) Sun Xiaochun et Jakob Kistemaker, The Chinese sky during the Han, New York, Éditions Brill, 1997, 247 p. (ISBN 9004107371), page 149.